# Anatol Ciocanu
Anatol Ciocanu (n. 3 iunie 1940, Mălăiești, județul Bălți, Regatul României – d. 19 iunie 2012, Călărași, Republica Moldova) a fost un poet, prozator, traducător și publicist român din Republica Moldova.

## Biografie
S-a născut într-o familie de țărani, fiind al doilea copil. Absolvește facultatea de Filologie și Istorie a Universității de Stat din Moldova (1962). Anatol Ciocanu a fost redactor la cotidianul  Moldova Socialistă și la revista Moldova (1966-1990), corespondent special al revistei Glasul Națiunii la București (1990-2000). Debutează în presa republicană la 14 ani. Se transferă  în calitate de redactor la revista Moldova, apărută în 1966, la sectorul literatură, artă, cultură.

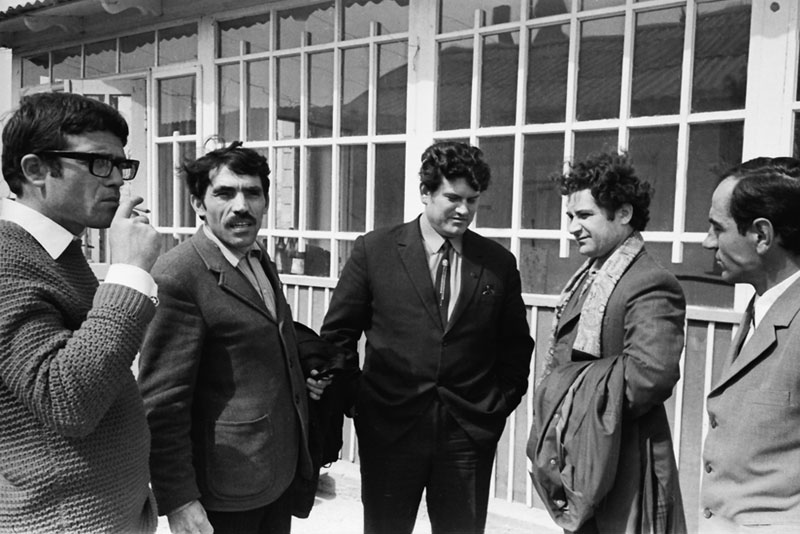
De la stânga la dreapta: Anatol Ciocanu, Boris Marian, Nicolae Sulac (1972)

## Lucrări

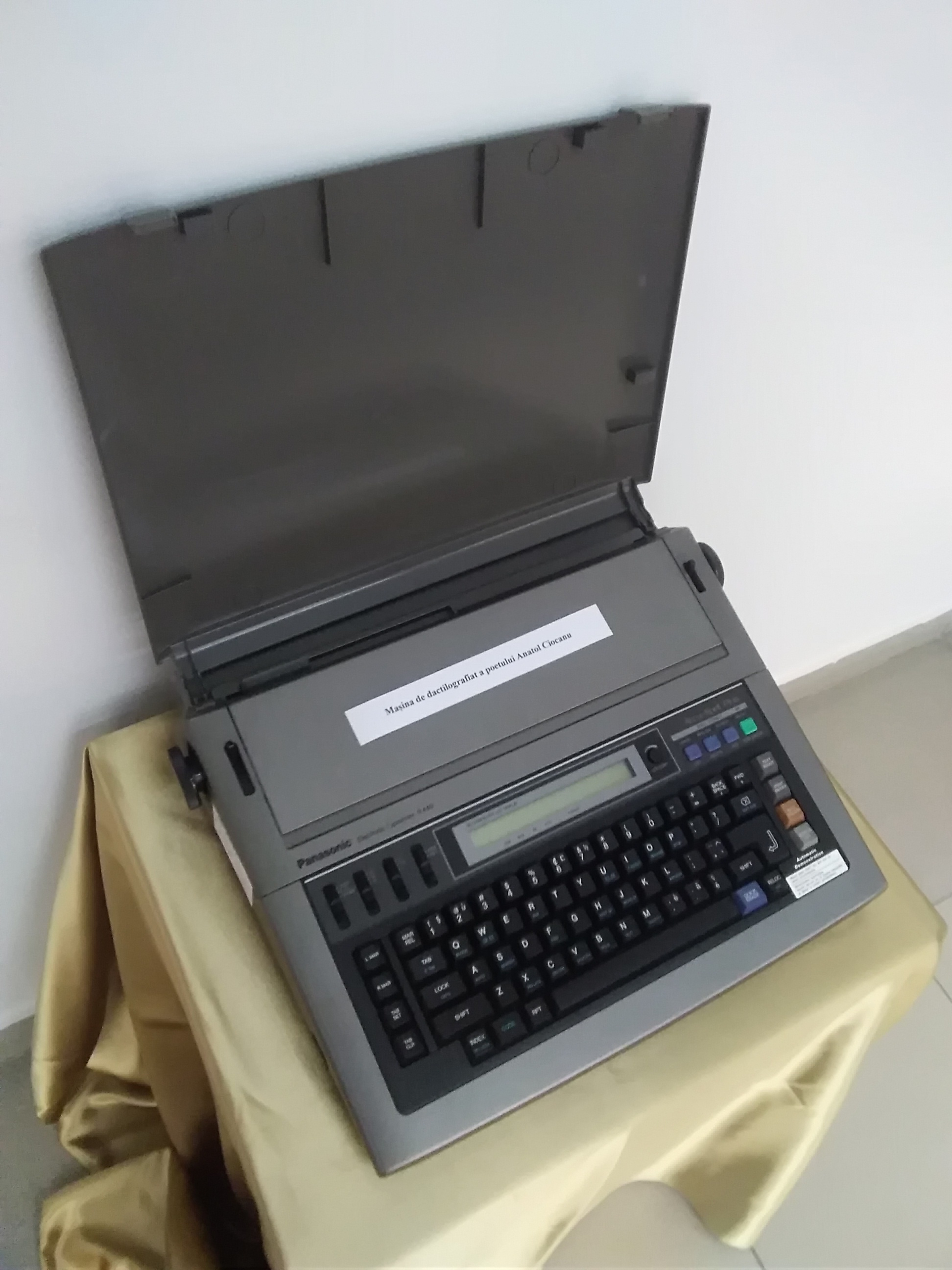
Mașina de scris a lui Anatol Ciocanu, expusă la Biblioteca Națională a Republicii Moldova

A debutat cu volumul de versuri Sărutul Soarelui (1965).
A scris mai multe cărți de poezie și publicistică: 
- An neobișnuit (1967)
- Întoarcerea lui Călin (1968)
- Firul Ariadnei (1970)
- Cântece de-acasă (1971)
- Orele vegherii (1974)
- Sonetele câmpiei (1975)
- Alte cîntece de-acasă (1978)
- Poemele durerii (2000)
- Cântecele mântuirii (2001)
- Blestemele nobleței (2002)
- Acasă la Mălăiești (monografia satului , în colab.), 2006.

Ora Sărutului este ultimul său volum de poezii care a apărut în 2010.
A scris cărți pentru copii: 
- La izvoare (1973)
- Foișorul (1977)
- Vine primăvara (1982)
- Strugur dulce, lan de aur (1983)
- Poiana de argint (1986)
- Cîntecul viorii (1986)
- Despre-o viață și-o bobiță (1986)
- Sol de pace (1989)
- Să-nvățăm copii cu-ncetul, literele, alfabetul (1989)
- Să crești mare, puișor (1991)
- Hai, ploiță (2003)[6]

## Versuri pentru cântece
- Strada iubirii noastre compozitor Arkady Luxemburg (1985)
- Pornim la drum compozitor Arkady Luxemburg (1987)
- Un luceafăr sus răsărea compozitor Arkady Luxemburg interpretă Olga Ciolaku (1987)
- Baștină, frumoasa mea baștină compozitor Arkady Luxemburg (1987)